# Cantón de Auch-Noroeste
El cantón de Auch-Noroeste era una división administrativa francesa, que estaba situada en el departamento de Gers y la región de Mediodía-Pirineos.

## Composición
El cantón estaba formado por siete comunas, más una fracción de la comuna que le daba su nombre:
- Auch (fracción)
- Castin
- Duran
- Mirepoix
- Montaut-les-Créneaux
- Preignan
- Roquelaure
- Sainte-Christie

## Supresión del cantón de Auch-Noroeste
En aplicación del Decreto nº 2014-254 de 26 de febrero de 2014, el cantón de Auch-Noroeste fue suprimido el 22 de marzo de 2015 y sus 8 comunas pasaron a formar parte; siete del nuevo cantón de Gascuña Auscitana y la fracción de la comuna que le daba su nombre se unió con las demás para que, por medio de una reestructuración cantonal, fueran creados los nuevos cantones de Auch-1, Auch-2 y Auch-3.